# Lubomin (powiat nowodworski)
Lubomin – wieś sołecka w Polsce położona w województwie mazowieckim, w powiecie nowodworskim, w gminie Nasielsk.
| SIMC    | Nazwa     | Rodzaj    |
| ------- | --------- | --------- |
| 0120201 | Lubominek | część wsi |

Prywatna wieś szlachecka Lubomino położona była w drugiej połowie XVI wieku w powiecie nowomiejskim ziemi zakroczymskiej województwa mazowieckiego. W latach 1975–1998 miejscowość należała administracyjnie do województwa ciechanowskiego.